# Struffoli
Gli struffoli sono dei dolci tipici del periodo natalizio e della gastronomia meridionale, principalmente della cucina napoletana.

## Caratteristiche
Il dolce è composto da numerosissime palline di pasta (realizzata con farina, uova, strutto, zucchero, un pizzico di sale e liquore all'anice) di non più di 1 cm di diametro, fritte nell'olio o nello strutto e (dopo averle lasciate a raffreddare) avvolte in miele caldo e disposte in un piatto da portata dando loro, in genere, una forma a ciambella; si decora, infine, la composizione con pezzetti di cedro e altra frutta candita, pezzetti di zucchero e confettini colorati (chiamati diavulilli o minnulicchi in napoletano, diavoletti in italiano). Una variante può identificarsi negli struffoli al forno, e cioè con le palline di pasta cotte al forno anziché fritte.

## Origini
Sembra che gli struffoli siano stati inventati nell'antichità ai tempi della Magna Grecia, di cui Napoli faceva parte. Nella cucina greca attuale, esiste ancora una preparazione simile, i loukoumades.
Un'altra ipotesi sull'origine degli struffoli è di derivazione spagnola. Esiste infatti, nella cucina andalusa, un dolce estremamente simile agli struffoli, il piñonate, che differisce dal dolce napoletano solo per la forma delle palline di pasta, che sono più allungate. La parentela tra struffoli e piñonate potrebbe risalire al lunghissimo periodo di vicereame spagnolo a Napoli.
Anche l'uso come dolce tipico natalizio sembra essere relativamente recente, in quanto il ricettario del Criscio (1634) ne fa cenno ma non specificamente in relazione al pranzo di Natale.
Da essi venne poi preso spunto per la creazione di altre ricette tipiche delle regioni italiane, come quella dei Sannacchiudere, variante degli struffoli napoletani tipica pugliese (per la precisione tarantina).

## Etimologia
Il nome dello "struffolo", ossia della singola pallina che compone il dolce, deriverebbe dal greco, precisamente dalla parola στρόγγυλος (stróngylos, pron. "strongoulos" o "stroggulos") che significa "di forma tondeggiante".
Secondo un'altra teoria, la parola deriverebbe dall'unione di una s, seguita da una t eufonica, unita a ruffolo (fiocco, batuffolo). La s- iniziale indicherebbe l'allontanamento e separazione di un ruffolo, o singola pallina, dal resto della pasta avvolta a serpente sul tagliere, durante la preparazione. A simboleggiare il serpente che viene fatto a fette, ossia l'uccisione del male e la rigenerazione del bene.

## Varianti e affini
Nelle Marche, in Abruzzo, in Molise e in alcune zone del Lazio esiste un dolce simile, chiamato "cicerchiata", composto con palline più piccole;  in Basilicata e in Calabria è conosciuto come "cicerata". 
Sempre in Calabria (province di Reggio Calabria e Catanzaro), ma anche in Sicilia (provincia di Messina), si trova la variante più antica, esistente in versione glassata o al miele: la "pignolata".
Altri dolci simili, ma arricchiti diversamente, esistono a Taranto e sono chiamati "sannacchiudere", mentre nel Salento si possono trovare i "purcedduzzi" ("porcellini dolci" per la loro forma ricordante un maialino, detti anche "pizzi cunfitti").
A Martina Franca esiste una variante di questi ultimi, dal nome simile chiamata, "purcidd". 
A Carloforte, nel sud Sardegna, vi è un dolce affine agli struffoli, chiamato "giggeri".